# Anna Britta Ahlner-Wallin
Anna Brita Ahlner-Wallin, född 15 januari 1913 i Smögen, Bohuslän, död 25 maj 2005 i Grevie, Skåne, var en svensk textilkonstnär, målare, tecknare och grafiker.
Hon var dotter till direktören Nils Anders Ahlner och Hedvig Wilhelmina Lysell och från 1943 gift med Karl Einar Samuel Wallin. Hon började sin konstnärliga utbildning med studier för Peter Rostrup Bøyesen i Köpenhamn 1936 och fortsatte därefter sina studier för Paul Colin i Paris 1939. På grund av andra världskrigets utbrott tvingades hon avbryta sina studier och återvända till Sverige där hon studerade vid Anders Beckmans reklamskola i Stockholm 1939–1940 och vid Barths målarskola 1942. Hon anställdes 1941 som tecknare vid Aftontidningen i Stockholm men arbetade från 1945 huvudsakligen med handtryckta textilier. Tillsammans med Karin Blix ställde hon ut i Linköping 1943 och hon medverkade i samlingsutställningar arrangerade av Helsingborgs konstförening, Hässleholms konstförening och Ängelholms konstförening samt Kulla.konst i Höganäs. Hennes bildkonst består av figurstudier, interiörer, stilleben och landskap utförda i  olja, gouache, pastell eller akvarell. Makarna Wallin är begravda på Grevie kyrkogård.